# Проширење Европске уније
Проширење Европске уније је процес који има за циљ да уједини државе Европе у оквирима Европске уније. Државе које желе да приступе организацији морају да испуне одређене услове који су одређени 1993. од стране Европског савета као Копенхагеншки критеријуми. Под њима се подразумевају:
- Стабилне институције које гарантују демократију, владавину права, поштовање људских права и заштиту мањина.
- Постојање функционалне тржишне економије и способност да се носи са притисцима слободног тржишта у оквиру Уније.
- Способност да преузме обавезе које произилазе из чланства, као и посвећеност циљевима политичке, економске и монетарне уније.

Овим критеријумима је 1995. године додата и обавеза да се институције и законодавство усагласе са прописима Европске уније.
У испуњавању ових услова државе имају стручну и финансијску помоћ која се остварује кроз претприступне фондове.

## Фазе приступања
- Студија о изводљивости
- Споразум о стабилизацији и придруживању
- Статус кандидата
- Преговори о чланству
- Приступање

## Историјат ширења
- 1952: Белгија, Холандија, Луксембург, Западна Немачка, Француска, Италија
- 1973: Данска, Ирска, Уједињено Краљевство
- 1981: Грчка
- 1986: Португал, Шпанија
- 1995: Аустрија, Финска, Шведска
- 2004: Кипар, Чешка, Естонија, Мађарска, Летонија, Литванија, Малта, Пољска, Словенија, Словачка
- 2007: Бугарска, Румунија
- 2013: Хрватска

Напомене:
- Гренланд, који је саставни део Данске је на референдуму (1979) напустио све европске институције 1985. године.
- 1990. године територија и становништво Европске заједнице су увећани када се Источна Немачка ујединила са Западном Немачком.

## Земље у процесу приступања
- Земље које преговарају о приступању: Црна Гора, Србија, Турска.
- Земље у статусу кандидата: Албанија, Северна Македонија.
- Потенцијални кандидати: Босна и Херцеговина (потписала Споразум о стабилизацији и придруживању).